# Raekwon
Ко́ри Квонтрэ́лл Вудз (англ. Corey Quontrell Woods ; 12 января, 1970, Бруклин, Нью-Йорк, США), более известный под сценическим псевдонимом Raekwon (рус. Рэйквон) — американский рэпер с Восточного побережья, один из участников группы Wu-Tang Clan. Его альбом Only Built 4 Cuban Linx… считают одним из лучших сольных альбомов участников Wu-Tang Clan, и это один из самых лучших и влиятельных альбомов хип-хопа 1990-х. За эти годы Raekwon стал известен тем, что остался верным для своих нью-йоркских уличных фанатов. Лидер Wu-Tang Clan, RZA, пояснил, что у Raekwon также есть прозвище «Chef» (повар) благодаря его опыту в сфере общественного питания (он был известен приготовлением действительно вкусной рыбы), примечательно, что слово «chef» на уличном сленге применяется к людям, занимающимся приготовлением наркотиков, а слово «fish» (рыба) имеет отношение к кокаину. Термин «fishscale» (рыбья чешуя) обозначает чистую форму кокаина, у ещё одного из участников клана, Ghostface Killah, есть одноимённый альбом.
Raekwon также является вегетарианцем и мусульманином.

## Биография
Raekwon родился в Бруклине, Нью-Йорк. Вырос в семье пастора. Он присоединился к Wu-Tang Clan чтобы участвовать в записи альбома Enter the Wu-Tang: 36 Chambers, который обеспечил успешный дебют группе. Позже он присоединился к лейблу Loud Records и выпустил свой первый сольный альбом Only Built 4 Cuban Linx… при участии Ghostface Killah. Альбом был выпущен в 1995, и достиг по продажам «золотого» статуса. Однако Only Built 4 Cuban Linx… является возможно самым влиятельным из всех сольных проектов участников Wu-Tang Clan’а, благодаря кинематографическому воображению Raekwon’а и созданию альбому формата рассказа о торговле кокаином, преступной деятельности и повышения значимости незаконной промышленности. Такие проекты, как Reasonable Doubt от Jay-Z, It Was Written Nas’а, Life After Death от Notorious B.I.G. следовали за этим тематическим образцом и положили формат Only Built 4 Cuban Linx… для постройки песен, и даже альбом Raekwon’а 2003-го года The Lex Diamond Story организовывался вокруг рассказов о мафии и отношения самого рэпера к наркоторговле. Если GZA часто описывается как лучший лирик Wu-Tang Clan тогда возможно, Raekwon — их лучший рассказчик — он переводит эпические темы и рассказы из китайского кино, рассматривает Мафию в разных качествах, и это отличает его альбомы от других. Хотя Raekwon не был первым, кто рассматривал связь между гангста рэпом и Козой Нострой, его повествующие способности привели ко многим сравнениям с Kool G Rap, и альбом часто ставят в сравнение за то, что он популяризировал тенденцию использовать Мафию и мотивы кино в рэп музыке. Raekwon участвовал в альбоме Wu-Tang Forever с остальными участниками группы, и затем выпустил 2-й сольный альбом Immobilarity в 1999 году. Много поклонников не поддерживали решение рэпера использовать неопытных продюсеров, а не продюсеров Wu-Tang Clan, хотя альбом стал успешным. Raekwon также участвовал в альбомах Ghostface Killah Ironman и Supreme Clientele, также Raekwon показывает себя на высококлассных синглах Fat Joe («John Blaze»), и Outkast («Skew It On The Bar-B»). Raekwon также сделал запись с на последующих альбомах Wu-Tang Clan The W (2000) и Iron Flag (2001). Его новый альбом The Lex Diamond Story был выпущен 13 декабря 2003 на лейбле Universal, получил неоднозначные оценки (теплые критические обзоры и отрицательные публичные оценки). Его клип на песню «The Hood» при участии Tiffany Villarreal практически не показывали на MTV. Raekwon жаловался на нехватку поощрения и поклялся, что будущие песни не будут переносить ту же самую судьбу. Творческий успех Raekwon дал ему шанс попасть в бизнес, стать владельцем собственного лейбла и начать создание его собственной хип-хоп команды Ice Water Inc.

## Дискография

### Студийные альбомы
- 1995 — Only Built 4 Cuban Linx…
- 1999 — Immobilarity
- 2003 — The Lex Diamond Story
- 2009 — Only Built 4 Cuban Linx… Pt. II
- 2011 — Shaolin vs. Wu-Tang
- 2013 — F.I.L.A
- 2014 — Only Built 4 Cuban Linx… Pt. III
- 2017 — The Wild

### Совместные альбомы
- 2010 — Wu-Massacre (совместно с Method Man и Ghostface Killah)

### Мини-альбомы
- 2013 — Lost Jewelry

## Видеография
- 2013 — Came up